# Diaphanes elongatus
Diaphanes elongatus is een keversoort uit de familie glimwormen (Lampyridae). De wetenschappelijke naam van de soort is voor het eerst geldig gepubliceerd in 1927 door Pic.